# ذخیره‌گاه طبیعی علم-پژا
ذخیره‌گاه طبیعی علم-پژا (به لاتین: Alam-Pedja Nature Reserve) یک منطقه حفاظت‌شده در استونی است که در دهستان پولتساما واقع شده‌است.